# Franzensknüppchen
Das Franzensknüppchen (auch Franzensknippchen) ist ein römischer Grabhügel des 2. oder 3. Jahrhunderts n. Chr. über dem nordwestlichen Plateaurand des Petrisbergs in Trier, dem römischen Augusta Treverorum.

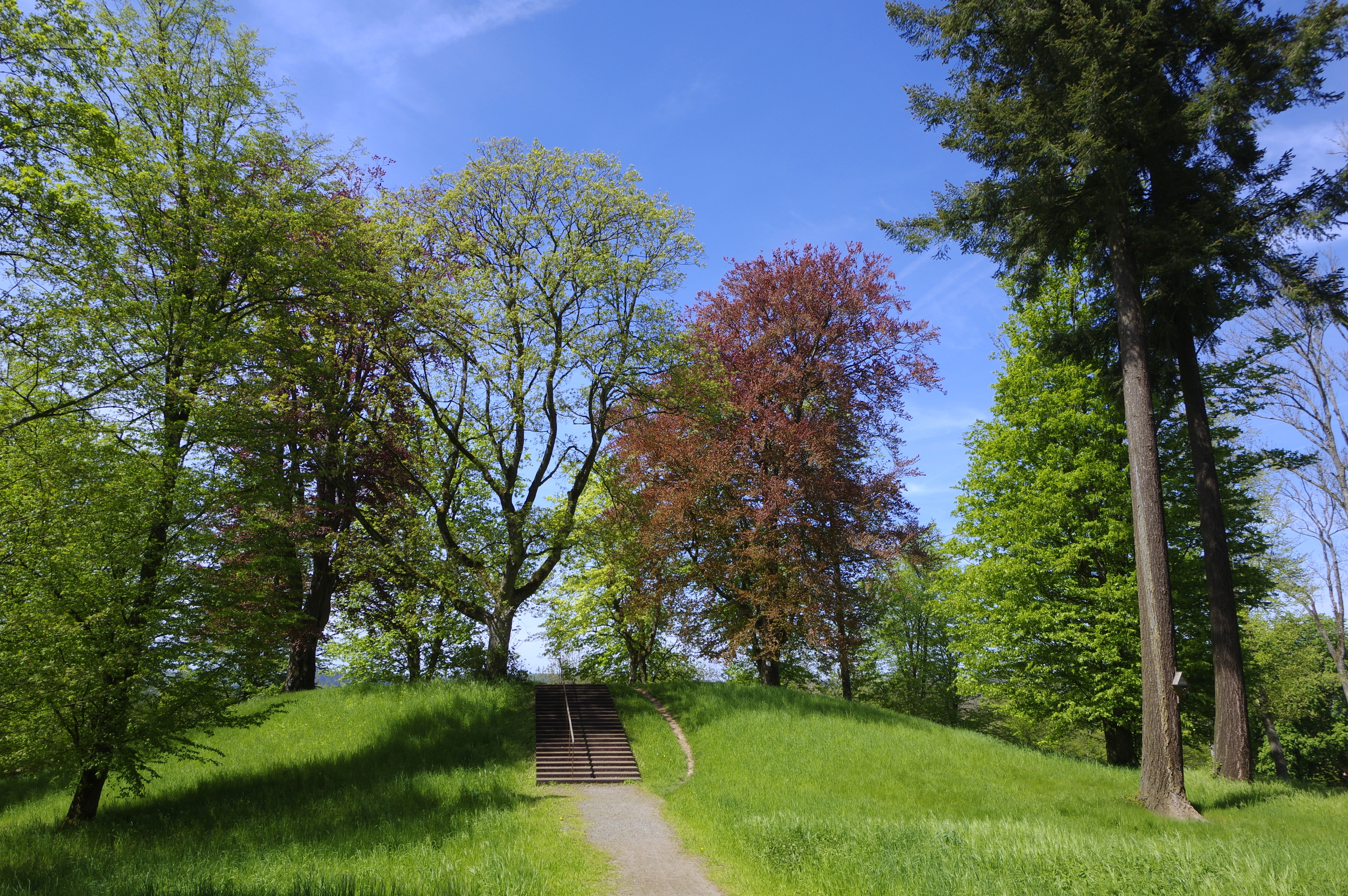
Ansicht des Franzensknüppchens

Der Hügel ist bei einem Durchmesser von 51 m noch bis zu 5 m hoch erhalten. Die Ränder waren durch eine 1,50 m breite Ringmauer aus Kalkstein befestigt, die Decksteine bestanden aus Sandstein. Halbkreisförmige Stützmauern, mit einem Radius von 6 m innen angelehnt, verliehen der Ringmauer zusätzliche Stabilität. Ähnliche halbrunde Stützmauern befinden sich auch an den Zugängen des Trierer Amphitheaters. In der Mitte des Hügels befand sich ein quadratisches Pfeilerfundament (4 × 4 m).
Grabungen am Franzensknüppchen fanden zuletzt 1866 statt, über etwaige Funde ist jedoch nichts bekannt, das Bodendenkmal war zu dieser Zeit aber bereits mehrfach von Schatzsuchern durchwühlt worden. So bleibt es im Wesentlichen unklar, ob es sich bei dem Hügel wirklich um ein Hügelgrab handelt. Der Befund lässt ebenso Vergleiche zu monumentalen Siegesdenkmalen wie dem Tropaeum Alpium oder dem Tropaeum Traiani zu. Hierzu passt die Lage des Franzensknüppchens in Verlängerung einer Straßenflucht zwischen principia und praetorium eines auf dem Petrisberg vermuteten frühen Truppenlagers sowie die prominente Lage oberhalb der Stadt.
In nachrömischer Zeit wollte die Legende in dem Hügel des Grabs des sagenhaften Trierer Stadtgründers Trebeta oder einen Hexentanzplatz sehen. Seinen Namen erhielt der Hügel von Franz von Sickingen, der von hier während der Belagerung Triers 1522 die Stadt beschossen haben soll. Wahrscheinlich war das mit den damaligen Waffen aber noch nicht möglich.